# Transmeta Crusoe
Crusoe ist eine Familie von x86-kompatiblen CPUs von Transmeta, die besonders für stromsparende Notebooks und ähnliche Computer eingesetzt wurde.
Transmeta entwickelte dazu ein neues Konzept, um die x86-verschiedene CPU x86-kompatibel zu machen: Eine Softwarelösung namens Code-Morphing emuliert dabei in Echtzeit eine x86-CPU. Da Emulationen normalerweise recht ineffizient sind, optimiert die Transmeta-Software während der Laufzeit ständig die Emulation der ablaufenden Programme. Der Prozessor selbst ist ein 128-Bit-VLIW-Prozessor, der deutlich einfacher aufgebaut ist als eine gewöhnliche x86-CPU von Intel oder AMD und damit deutlich weniger Strom benötigt beziehungsweise deutlich weniger Abwärme produziert.
Prinzipiell lässt sich mit der Code-Morphing-Software jede beliebige CPU-Architektur nachbilden. Man beschränkte sich beim Crusoe jedoch auf x86-Befehle inklusive MMX. Es wäre theoretisch auch möglich, SSE oder 3DNow! zu emulieren.
Nachfolger des Crusoe ist der Efficeon.

## Modelldaten

### TM3200
Wurde anfangs als TM3120 bezeichnet
- L1-Cache: 32 + 64 KB (Daten + Instruktionen)
- MMX
- VLIW mit Code-Morphing-Technik
- Northbridge in CPU integriert
- Packaging:
  - 474 Pin CBGA
- Erscheinungsdatum: Januar 2000
- Fertigungstechnik: 220 nm bei IBM
- Taktraten: 333, 366 und 400 MHz

### TM5400
- L1-Cache: 64 + 64 KB (Daten + Instruktionen)
- L2-Cache: 256 KB mit Prozessortakt
- MMX, LongRun
- VLIW mit Code-Morphing-Technik
- Northbridge in CPU integriert
- Packaging:
  - 474 Pin CBGA
- Erscheinungsdatum: Januar 2000
- Fertigungstechnik: 180 nm bei IBM
- Die-Größe: 73 bzw. 88 mm² bei 36,8 Millionen Transistoren
- Taktraten: 500 – 700 MHz

### TM5500
- L1-Cache: 64 + 64 KB (Daten + Instruktionen)
- L2-Cache: 256 KB mit Prozessortakt
- MMX, LongRun
- VLIW mit Code-Morphing-Technik
- Northbridge in CPU integriert
- Packaging:
  - 474 Pin CBGA
- Erscheinungsdatum: Juni 2001
- Fertigungstechnik: 130 nm bei TSMC
- Die-Größe: 55 mm² bei 36,8 Millionen Transistoren
- Taktraten: 300 – 800 MHz

### TM5600

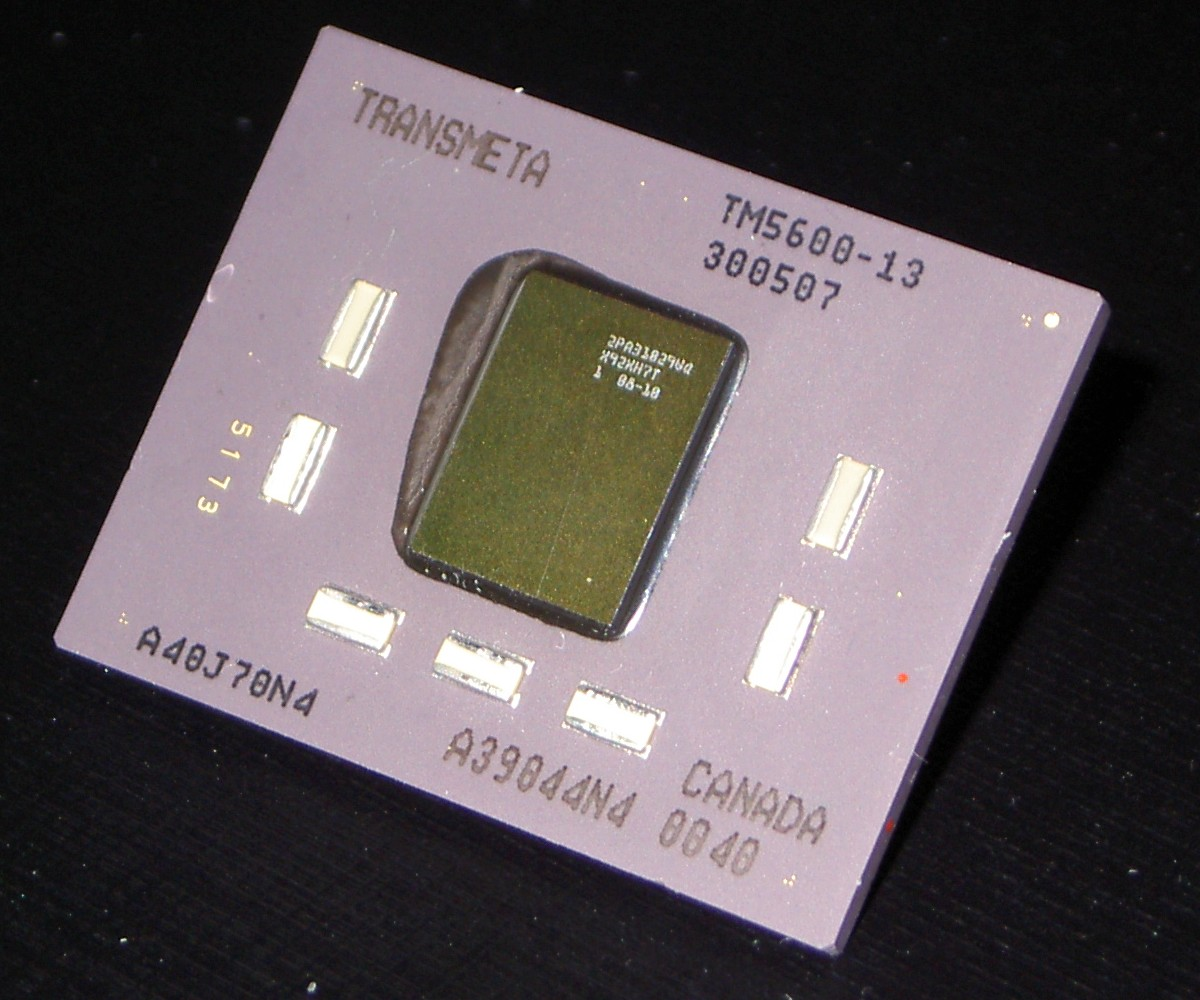
Crusoe TM5600.

- L1-Cache: 64 + 64 KB (Daten + Instruktionen)
- L2-Cache: 512 KB mit Prozessortakt
- MMX, LongRun
- VLIW mit Code-Morphing-Technik
- Northbridge in CPU integriert
- Packaging:
  - 474 Pin CBGA
- Erscheinungsdatum: Oktober 2000
- Fertigungstechnik: 180 nm bei IBM
- Die-Größe: 88 mm² bei 36,8 Millionen Transistoren
- Taktraten: 300 – 666 MHz

### TM5700
- L1-Cache: 64 + 64 KB (Daten + Instruktionen)
- L2-Cache: 256 KB mit Prozessortakt
- MMX, LongRun
- VLIW mit Code-Morphing-Technik
- Northbridge in CPU integriert
- Packaging:
  - 399 Pin OBGA
- Erscheinungsdatum: Januar 2004
- Fertigungstechnik: 130 nm bei TSMC
- Die-Größe: 55 mm² bei 36,8 Millionen Transistoren
- Taktraten: 667 MHz

### TM5800

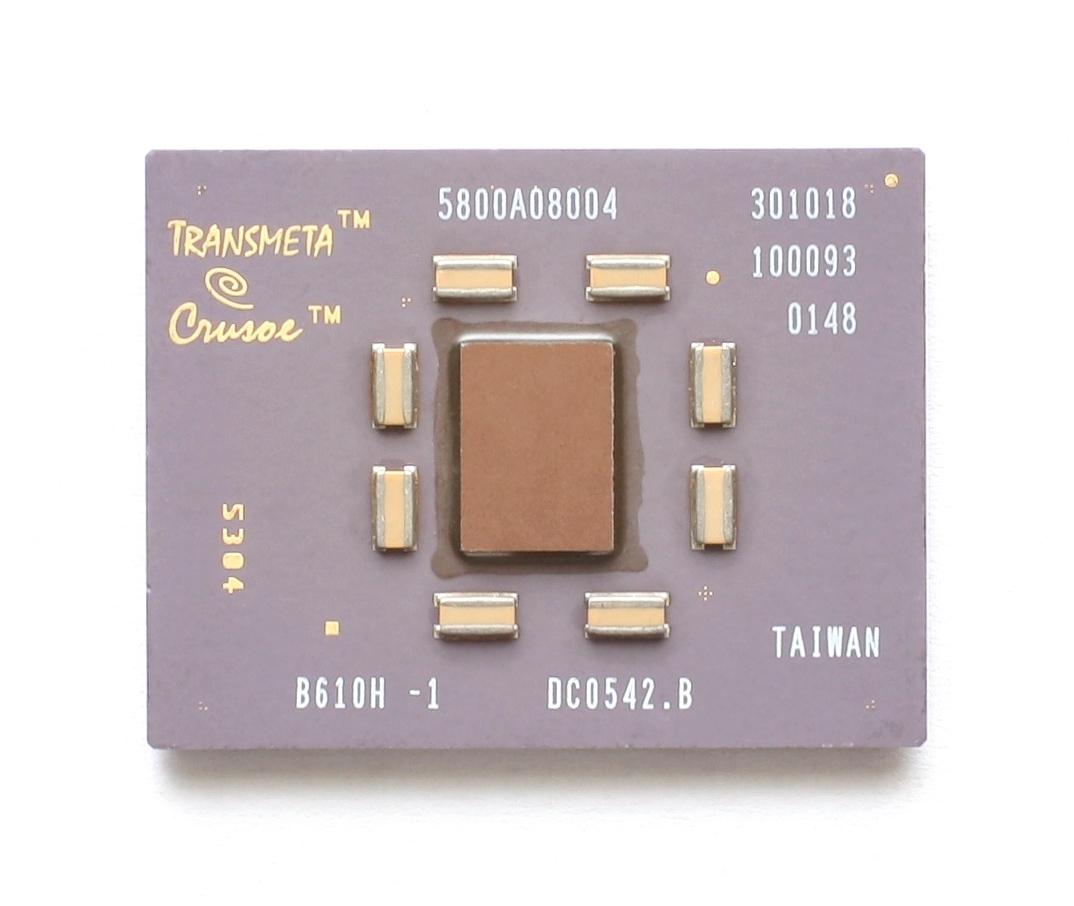
Transmeta Crusoe TM5800.

- L1-Cache: 64 + 64 KB (Daten + Instruktionen)
- L2-Cache: 512 KB mit Prozessortakt
- MMX, LongRun
- VLIW mit Code-Morphing-Technik
- Northbridge in CPU integriert
- Packaging:
  - 474 Pin CBGA
- Erscheinungsdatum: Juni 2001
- Fertigungstechnik: 130 nm bei TSMC
- Die-Größe: 55 mm² bei 36,8 Millionen Transistoren
- Taktraten: 300 – 1000 MHz

### TM5900
- L1-Cache: 64 + 64 KB (Daten + Instruktionen)
- L2-Cache: 512 KB mit Prozessortakt
- MMX, LongRun
- VLIW mit Code-Morphing-Technik
- Northbridge in CPU integriert
- Packaging:
  - 399 Pin OBGA
- Erscheinungsdatum: Januar 2004
- Fertigungstechnik: 130 nm bei TSMC
- Die-Größe: 55 mm² bei 36,8 Millionen Transistoren
- Taktraten: 800 – 1000 MHz